# Гастрофарм
Гастрофарм (Gastropharm) — лекарственное средство для лечения и профилактики болезней желудочно-кишечного тракта. Выпускается в форме таблеток.

## Фармакологическое действие
Действие препарата обеспечивается наличием живых лактобацилл Lactobacillus bulgaricus — 51 (LB-51) и биологически активных продуктов их жизнедеятельности (молочная и яблочная кислота, нуклеиновые кислоты, ряд альфа — аминокислот, полипептиды и полисахариды), а также высоким содержанием белков (25-30 %), которые оказывают благоприятное действие на слизистую оболочку желудочно-кишечного тракта, стимулируя процессы регенерации слизистой оболочки желудка и двенадцатиперстной кишки. Анальгетическое и антацидное действия за счет буферных свойств белка, содержащегося в препарате.

## Показания

### Лечение
Лечение острых и хронических гастритов, повышенной кислотности
желудочного сока, язвенной болезни желудка и двенадцатиперстной кишки у
детей с 3-х летнего возраста и взрослых.

### Профилактика
Как профилактическое средство Гастрофарм применяют во время и после
лечения препаратами, раздражающими желудочно-кишечный тракт; при
применении пищи, вызывающей повышение кислотности желудочного сока; после
злоупотребления алкоголем и табаком.

## Применение
Таблетки принимают перорально, за 30 минут до еды, разжевывая с небольшим количеством воды или препарат размельчают и смешивают с небольшим количеством кипяченой воды комнатной температуры.
- В качестве лечебного средства
  - При лечении острых и хронических гастритов и повышенной кислотности желудочного сока взрослым назначают по 1-2 таблетки, детям с 3 летнего возраста и до 12 лет по 1/2 таблетки, с 12 летнего возраста и до 18 лет по 1 таблетке, 3 раза в сутки в течение 30 дней.
  - При острых гастритах и недостаточном эффекте суточную дозу можно увеличить в два раза. Эффект лечения обычно наступает к концу первой недели.
  - При лечении язвенной болезни желудка и двенадцатиперстной кишки взрослым назначают по 3-4 таблетки 3 раза в сутки в течение 30 дней.
- В качестве профилактического средства препарат применяют по 1-2 таблетки 3 раза В сутки в течение 15 дней, в случаях злоупотребления алкоголем или табаком — по 1-2 таблетки 2-3 раза в сутки.

## Побочные действия
Не установлено. Препарат безвреден, нетоксичен и не оказывает отрицательное воздействие на водителей автотранспортных средств.

## Взаимодействие
Гастрофарм может применяться со всеми другими лекарственными средствами.

## Указания
Содержание 0,9 г сахара в одной таблетке должно быть принято во внимание при назначении препарата больным сахарным диабетом.

## Состав
Активное вещество:
Субстанция — 1,575 г, состоящая из высушенных жизнеспособных клеток Lactobacillus delbrueckii subsp. bulgaricus штамм 51 (LB-51) — не менее 1.102 (числе живых лактобактерий), белок от 25,0 % до 35,0 % (в пересчете на общий азот — от 4,0 до 5,6 %), молочная кислота от 6,3 % до 12,6 %.
Вспомогательные компоненты:
Сахароза — не более 0,9 г, стеарат магния — 0,025 г.